# 弗拉基米尔·叶夫根尼耶维奇·索科洛夫
弗拉基米尔·叶夫根尼耶维奇·索科洛夫（羅馬化：Vladimir Yevgen'yevich Sokolov；1928年2月1日—1998年4月19日）是俄罗斯动物学和生态学领域的科学家。他是苏联科学院、俄罗斯科学院和布伦特兰委员会的成员。他是俄罗斯环保运动的先驱之一，也是早期全球可持续发展倡导者之一。
他是亚历山大·叶夫根尼耶维奇·列别杰夫的外祖父。